# Okinawa (đảo)

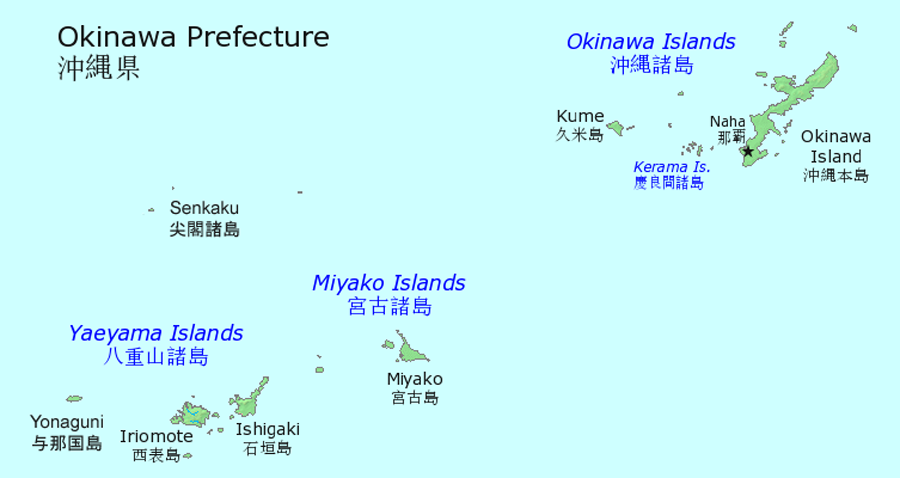
Các đảo tỉnh Okinawa, Nhật Bản

Đảo Okinawa, hay chi tiết hơn là Đảo chính Okinawa (沖縄本島 (Xung Thằng bản đảo) Okinawa Hontō) là đảo lớn nhất Quần đảo Nansei, Nhật Bản. Toạ độ 26°30′B 127°56′Đ / 26,5°B 127,933°Đ. Toàn đảo rộng 1.201,03 km², đứng thứ năm Nhật Bản về diện tích, chỉ sau bốn đảo chính là Hokkaido, Honshu, Shikoku và Kyushu. Đây là nơi diễn ra trận Okinawa, trận đánh thương vong lớn nhất của quân đội Mỹ trong chiến tranh với Nhật Bản thời Chiến tranh thế giới lần thứ hai.
Sau khi Nhật Bản đầu hàng Đồng Minh, quân đội Hoa Kỳ chiếm đóng đảo đến tháng 6 năm 1972. Sau thời điểm chuyển giao quyền quản lý cho chính phủ Nhật Bản, quân đội Hoa Kỳ vẫn hiện diện tại căn cứ không quân Kadena trên đảo theo Hiệp ước An ninh và Hợp tác song phương Mỹ-Nhật
Trên đảo có Naha, thủ phủ tỉnh Okinawa. Đến năm 1990, dân số trên đảo Okinawa khoảng 1,22 triệu bao gồm người gốc Okinawa, người Nhật và người nước ngoài (kể cả quân nhân Hoa Kỳ và gia đình). Trong khi phần phía bắc rất ít người cư trú, mật độ dân khá cao phía nam đảo gồm thành phố Naha và thành phố Okinawa nối liền bằng dải dân cư sống đông đúc. Trên đảo còn có sáu pháo đài cổ được liệt vào danh sách Di sản thế giới của UNESCO.
Cực nam của hòn đảo bao gồm phần san hô nhô khỏi mặt nước, phần bắc có thành phần đá từ núi lửa. Phần đá vôi phía nam bị ăn mòn tạo thành nhiều hang động, nổi tiếng nhất là động Gyosendo.
Khí hậu cận nhiệt đới trên đảo giúp rừng mọc dày ở phía bắc; mùa mưa trên đảo diễn ra vào cuối xuân.